# Anton Forti
Anton Forti   (Viena, 8 de juny de 1790 - 16 de juliol de 1859) fou un cantant d'òpera (baríton) i violista austríac.
Va pertànyer a la famosa capella del príncep Esthérhazy i fou un dels més perfectes intèrprets de Don Giovanni de Mozart i de Figaro a El barber de Sevilla de Rossini.